# Осинівка (Гвардійський міський округ)
Осинівка (рос. Осиновка) — селище Гвардійського міського округу, Калінінградської області Росії. Входить до складу Славинського сільського поселення.
Населення — 49 осіб (2015 рік).

## Населення
| 2002 | 2010 |
| ---- | ---- |
| 57   | ↘49  |